# Graipejaure (Sorsele socken, Lappland, 732596-152737)
Graipejaure är en sjö i Sorsele kommun i Lappland och ingår i Umeälvens huvudavrinningsområde. Sjön har en area på 0,187 kvadratkilometer och ligger 882 meter över havet. Graipejaure ligger i Vindelfjällen Natura 2000-område. Sjön avvattnas av vattendraget Vuovosjukke.

## Delavrinningsområde
Graipejaure ingår i det delavrinningsområde (732740-152845) som SMHI kallar för Inloppet i Bräirajaure. Medelhöjden är 948 meter över havet och ytan är 16,14 kvadratkilometer. Det finns inga avrinningsområden uppströms utan avrinningsområdet är högsta punkten. Vuovosjukke som avvattnar avrinningsområdet har biflödesordning 3, vilket innebär att vattnet flödar genom totalt 3 vattendrag innan det når havet efter 408 kilometer. Avrinningsområdet består mestadels av kalfjäll (94 procent). Avrinningsområdet har 0,3 kvadratkilometer vattenytor vilket ger det en sjöprocent på 1,8 procent.